# Альянс за європейську інтеграцію (2015)
«Альянс за європейську інтеграцію» (рум. Alianţa pentru Integrare Europeană) — коаліція проєвропейських політичних сил парламенту Молдови, заснована 23 липня 2015 року Ліберально-демократичною, Демократичною і Ліберальною партіями.

## Передумови
30 листопада 2014 року в Молдові пройшли парламентські вибори, на яких перемогу здобула проросійська Соціалістична партія, але проєвропейські партії (Ліберально-демократична партія, Демократична партія, Ліберальна партія) загалом отримали більше голосів виборців.
23 січня 2015 року двома партіями (Ліберально-демократична партія і Демократична партія) була створена проєвропейська міноритарна коаліція «Політичний альянс за європейську Молдову». Головою парламенту був обраний віцеголова Демократичної партії Андріан Канду. Його заступниками відкритим голосуванням були обрані ліберал-демократ Ліліана Паліхович і комуніст Володимир Вітюк. 18 лютого парламент Молдови виніс вотум довіри новому уряду на чолі з Кирилом Габурічем.
У квітні в ЗМІ з'явилась інформація про підробку дипломів, виданих на ім'я прем'єр-міністра. Правоохоронні органи Молдови порушили кримінальну справу. 8 червня в пресслужбі Генпрокуратури Молдови заявили, що Габуріча викличуть для надання свідчень за звинуваченням у підробці документів про освіту. У відомстві повідомили, що в розпорядженні Генпрокуратури перебуває досьє, згідно з матеріалами якого диплом прем'єра про середню освіту може бути підробленим. 11 червня 2015 року прем'єр був допитаний в Генеральній прокуратурі у справі про фальсифікації документів про освіту. 12 червня прем'єр-міністр Молдови Кирило Габуріч оголосив про свою відставку у зв'язку зі звинуваченнями у фальсифікації диплому.
16 червня уряд Молдови у повному складі пішов у відставку у зв'язку з відставкою прем'єр-міністра країни Кирила Габуріча.

## Члени коаліції
- Ліберально-демократична партія Молдови (20 місць)
- Демократична партія Молдови (19 місць)
- Ліберальна партія Молдови (13 місць)

## Формування коаліції
17 липня 2015 року ліберал-демократи, демократи та ліберали почали консультації щодо створення нової коаліції.
Під час переговорів про формування панівної більшості лідери трьох партій вирішили провести восени референдум про зміну процедури обрання президента. Вони пропонували дати депутатам на вибори глави держави не дві, а три спроби, при цьому на останній спробі для обрання достатньо буде простої більшості голосів (51). Це передбачало внесення змін до Конституції, що можливо або через референдум, або за підтримки двох третин депутатів парламенту.
22 липня лідери трьох молдавських проєвропейських партій парафували угоду про створення нової коаліції. Коаліція була названа «Альянс за європейську інтеграцію». Унаслідок дискусій лідери ЛДПМ, ДПМ та ЛП вирішили, що пост прем'єра дістанеться ліберал-демократам, а голови парламенту — Демпартії.
23 липня Ліберально-демократична партія офіційно висунула на пост прем'єр-міністра міністра освіти Маю Санду.

## Реакція
- Румунія — Президент Румунії Клаус Йоганніс привітав підписання угоди про створення Альянсу за європейську інтеграцію в Республіці Молдова. Крім того, Президент Йоганніс підтвердив готовність Румунії надавати і далі підтримку молдавській владі у зміцненні євроінтеграційних прагнень країни, а також продовжити політичний діалог із проєвропейськими силами.[3]